# Josep Lozano
Pour les articles homonymes, voir Lozano.

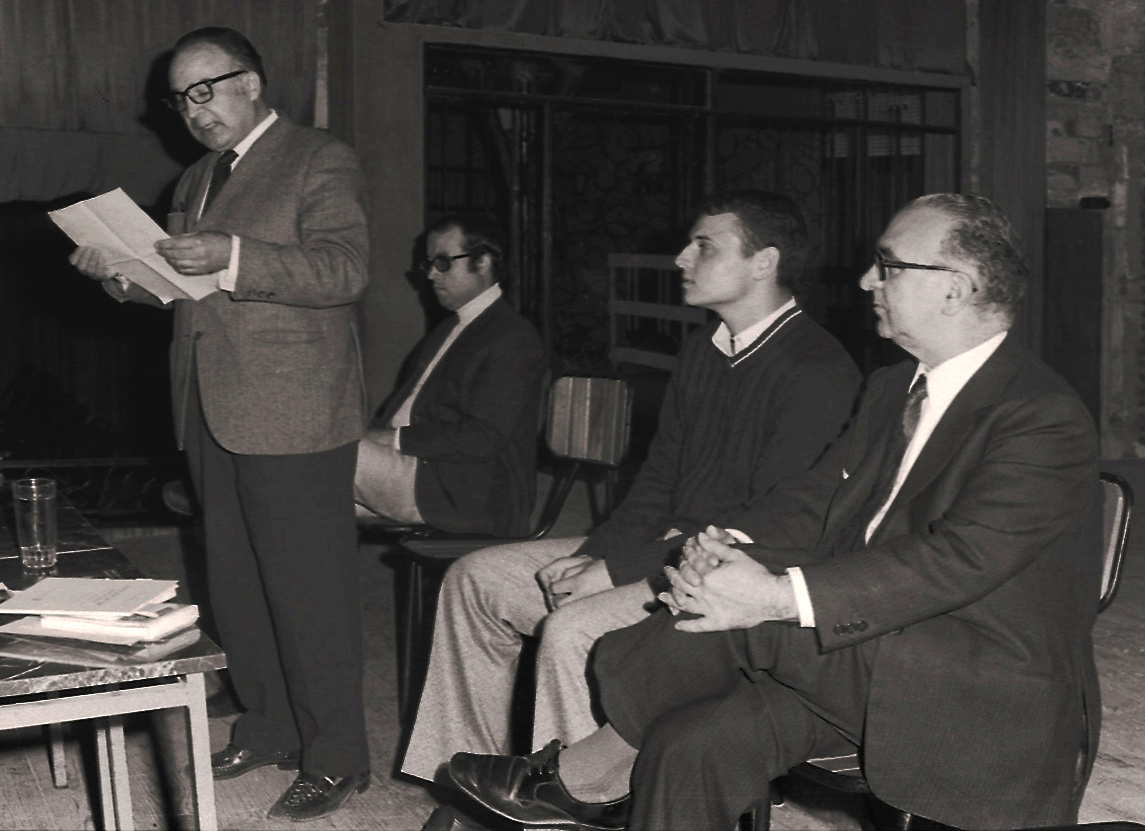
Présentation du livre Poemes Home-Terra de Josep Lozano, à Alginet le 6 juin 1971. Tout à droite se trouve Manuel Sanchis Guarner, et à sa gauche Josep Lozano.

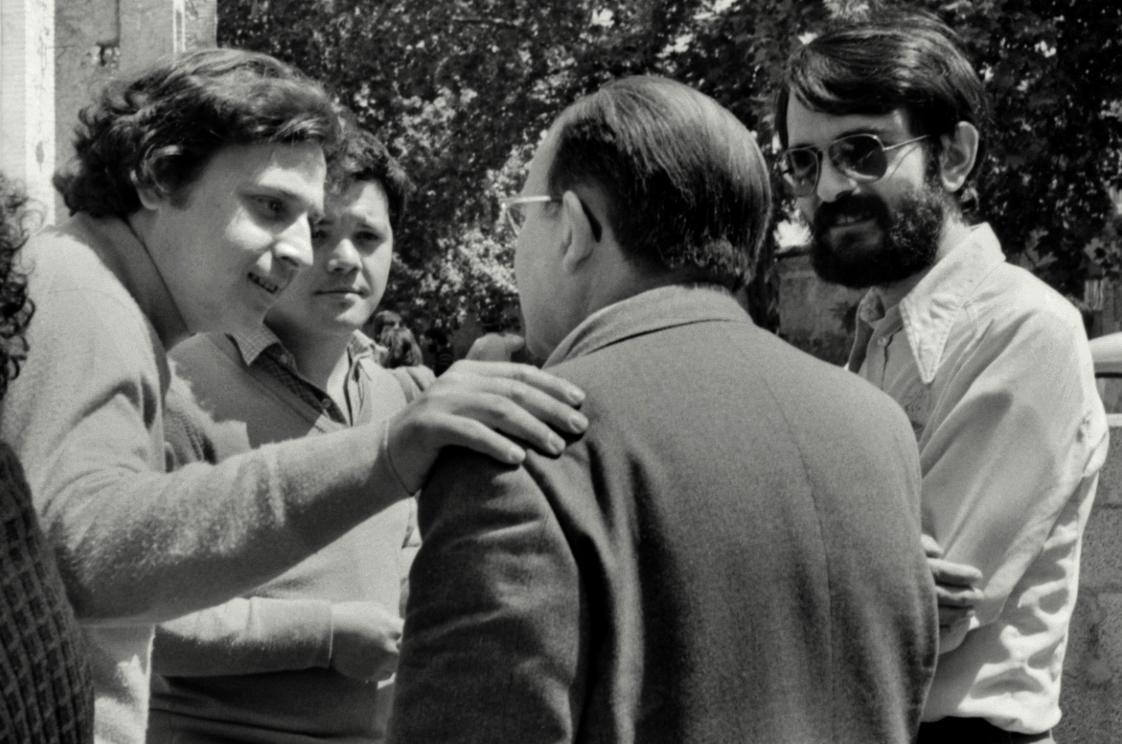
Josep Lozano et Vicent Andrés Estellés lors de laplec de Xàtiva en 1981.

Josep Lozano i Lerma, né à Alginet (province de Valence) le 24 novembre 1948, est un écrivain espagnol d'expression catalane, considéré un des plus grands romanciers contemporains en valencien.

## Biographie
Josep Lozano naît à Alginet (comarque de la Ribera Baixa, province de Valence) le 24 novembre 1948. Il a une sœur aînée et un frère cadet. Son père est issu d'une lignée de paysans aisés mais est  républicain, en dissonnance avec son milieu d'origine, tandis que sa mère est issue d'un milieu d'artisans de tradition républicaine. Durant la guerre civile, le père de Josep Lozano s'engage dans la Colonne de fer, milice anarchiste valencienne loyale à la République.
La mère de Josep Lozano meurt d'une méningite alors qu'il est âgé de 6 ans. Quelques années plus tard, son père se marie avec une sœur de son ancienne épouse, avec qui il aura un autre fils.
Lozano commence à écrire des poèmes à l'âge de 14 ans. Il commence à écrire des vers en catalan incité par le maître de poste d'Alginet.
Il suit ses études secondaires au lycée d'Algemesí.
Il commence des études d'ingénieurie agricole, puis céramique, qu'il abandonne lorsqu'il décide de se rendre à Paris, peu encouragé devant le manque de perspectives en Espagne, et finit par s'engager sur un cursus littéraire, après avoir fait son service militaire à Bétera et s'être marié. Au cours de ses études au début des années 1970, il travaille l'été au service du peintre Manuel Boix en tant que secrétaire personnel et chauffeur. En 1971-1972, il est remarqué par les forces de l'ordre pour sa participation à des actes antifranquistes à Carlet, où il prépare le certificat préuniversitaire indispensable pour entamer des études supérieures.
Josep Lozano est titulaire d'une licence en lettres modernes de l'université Paris VIII-Vincennes (alors sous l'influence de grandes figures intellectuelles de gauche comme Gilles Deleuze et Nicos Poulantzas) obtenue en 1976,. Lors de son séjour à Paris, il a l'occasion d'écrire des articles pour Las Provincias, alors en plein « printemps ». Son diplôme n'étant pas reconnu en Espagne, il passe ensuite une licence en philologie catalane à l'université de Valence,.
Ses poèmes ont été publiés dans des anthologies nord-américaines et dans le recueil Carn fresca (1974).
Avec Crim de Germania (1980), Lozano obtient une place de premier rang dans le panorama de la littérature catalane. Dès lors, il est souvent considéré comme le plus grand romancier valencien de cette époque.
Il est également l'auteur entre autres de Poemes home-terra (1971), Històries marginals, Ribera (1991) et El mut de la campana (2003).
En raison de sa relation personnelle avec le photographe Ismael Latorre Mendoza, il est chargé du discours lors de la nomination de celui-ci comme « fils privilégié » (fill predilecte)  de Valence.
Il travaille comme chroniqueur dans de nombreuses publications, comme les revues littéraires Aiguadolç et Caplletra. Il est co-fondateur et membre du conseil de coordination de la revue locale Aljannat depuis 2006. Il a travaillé comme linguiste sur des sujets techniques pour la Généralité valencienne. Auteur de diverses traduction en catalan, notamment du français, des textes de Stendhal, Théophile Gautier, André Gide, Julien Green, Mérimée et Flaubert.
En 2011, il coordonne la XIVème Assemblée d'histoire de La Ribera à Alginet avec Salvador Comes Hernández. Il est l'initiateur de la Festa Estellés, célébrée en l'honneur du poète Vicent Andrés Estellés et inspirée du souper de Burns écossais, dont il lance la proclamation chaque année,.

## Crim de Germania(1980)
Le sujet de Crim de Germania est la guerre des Germanies, dans le premier tiers du XVIe siècle, qui marque un jalon dans l'histoire du Pays valencien, avec d'importantes répercussions économiques et socioculturelles.
L'idée du roman jaillit d'une série de textes que Manuel Boix demande à Lozano de rédiger pour accompagner des illustrations qu'il compose inspirées par l'épisode des Germanies tel qu'il est rapporté dans l'ouvrage La ciutat de València. Síntesi d'història i de geografia urbana (paru en 1971). La rédaction du roman par Lozano s'est étalée sur cinq ou six ans.
À sa sortie, Crim de Germania a peu de précédents dans le récit historique : El encubierto de Valencia, de Vicent Boix (es), et un conte de Blasco Ibáñez, Lo darrer esforç (1883),. Le roman de Lozano explique non seulement aux Valenciens ce qui est arrivé à leurs ancêtres, mais il l'explique aussi à travers le passé le présent le plus récent (guerre civile et après-guerre) et demande également des comptes à ceux qui auraient pu faire la révolution et changer les choses. Comme le commente Josep Iborra, :
« Ben mirat, no deixa de ser natural que l’episodi dels «agermanats» continue interessant-nos. El veiem com una herència, rabiosament assumida, d’una frustració col·lectiva que encara continua. «Mascarats» i «agermanats» primer, «botiflers» i «maulets» després, «blaveros» i «catalanistes» ara, el conflicte continua vigent. Aquesta «actualitat» del passat, precisament pel que té de revulsiu, justifica que algú se n’ocupe encara amb un propòsit literari. »
« Avec le recul, il est naturel que l'épisode des «agermanats» » continue de nous intéresser. Nous le voyons comme un héritage, assumé avec rage, d’une frustration collective qui perdure encore. «Mascarats» et «agermanats» d'abord, «botiflers» i «maulets» plus tard, «blaveros» et «catalanistes» maintenant, le conflit reste d'actualité. Cette « actualité» du passé, précisément en raison de son caractère révulsif, justifie que quelqu’un s’en occupe encore avec un propos littéraires. »
Malgré la différence intentionnelle de genre de chacune des parties indépendantes de l'œuvre, avec un seul thème commun sur une idée commune, elles contribuent toutes à l'objectif fondamental de l'auteur, qui est d'interpréter les événements de différents points de vue, de montrer les conflits internes des différents personnages et des différentes factions de cette guerre et ainsi tenter de donner une description la plus complète possible des évènements passés.
Comme c'est typique dans ce genre de roman, l'Histoire devient ici en grande partie une ressource pour l'analyse de l'actualité et aborde les problèmes fondamentaux de son époque. Par exemple, comme le rappellent Esteve Urgellès dans le débat et Vicente Peris dans le même débat et dans le monologue intérieur : 
« Els cavallers ja van emprant el castellà, la llengua estrangera, i abandonant la nostra. Ni el Braç Eclesiàstic ni el Braç Militar volen salvaguardar amb fermesa els drets del nostre país ni entenen la valentia. »
« Les nobles utilisent déjà l'espagnol, la langue étrangère, et en abandonnant la nôtre. Ni le bras ecclésiastique ni le bras militaire ne veulent défendre fermement les droits de notre pays et ne comprennent pas le courage. »
« No desistirem de defensar la Germania, perquè ella defensa els furs i les costumes del nostre país, i els furs garanteixen la nostra dignitat de poble. »
« Nous ne renoncerons pas à défendre la Germanie, car elle défend les lois et les coutumes de notre pays, et les lois garantissent notre dignité en tant que peuple. »
— Lozano 2000, p. 82-83
Crim de Germania se déroule à travers différentes parties du royaume de Valence en claire consonnance avec la thématique de l'œuvre, mais avec une attention particulière pour la ville de Valence. Celle-ci devient généralement le décor principal de l'œuvre et est associé à une époque particulière comme le XVIe siècle, plus précisément les années 1519 à 1527,.
Le roman apparaît dans un contexte ou le sujet des Germanies est interrogé par une multitude d'acteurs, du champ littéraire au champ politique. Germania Socialista est un groupe politique valencien fondé vers la même époque (en 1970). La revue Gorg (1969-1972) a publié un numéro monographique sur les Germanies. La ciutat de València, de Sanchis Guarner (dont la première édition remonte à 1972), inspirerait davantage de romanciers autour de l'histoire de la ville, comme Ferran Cremades i Arlandis. Moriscos i agermanats (1974), d'Eduard Císcar et Ricardo García Cárcel (es), est suivi par les différents ouvrages d'Eulàlia Duran (ca) sur la révolte, comme Cròniques de les Germanies (1985), entre autres, en partie postérieurs au roman de Josep Lozano. D'autre part, le sujet ou d'autres connexes ont également reçu l'attention de plusieurs créateurs littéraires, comme Manuel Molins (Quatre històries d'amor de la reina Germana), ou Josep Gandia Casimiro (El Cortesà), publiés à des dates proches de Crim de Germania. Il s’agissait d’expliquer et de penser la ville de Valence, dans une société en pleine transformation sociopolitique, à partir de son histoire mais aussi de son présent immédiat.

## Ribera(1991)
Dans Ribera (1991), Lozano insère le récit fictionnel dans le cadre spatial de la Ribera del Xúquer (ca), un espace géographique qu'il capture en détail, qui conditionne ses habitants.
Dès le titre du roman, qui correspond à l'étiquette de « littéraux » que Gérard Genette attribue à ceux « qui désignent sans détour et sans figure le thème ou l’objet central de l’œuvre,, », on perçoit l'un des objectifs centraux de Ribera : les personnages, leur culture, leur histoire et leur discours sont au service de cette comarque. L'autre montre une façon de voir la vie, un sens de l’humour, le sarcasme et le langage familier propre à l'endroit, un monde qui commence à être irrécupérable, un monde qui ne vivra que dans la mémoire de ceux qui l'ont connu, comme Miquel Bisquert, le personnage mort, et qui ne revivra qu'à travers les récits des amis et de la famille. Un monde rural qui prend fin au village, mais qui meurt aussi en ville. Ainsi, les deux niveaux fondamentaux de la modernisation d’un pays — le statut de capitale et l’urbanité, ou centralité et la cohésion — fournissent les documents créatifs, artistiques et littéraires du processus. Tant Valence, dans son rôle de grande ville mais avec un poids et une composante rurale importante, qu'Aljanet, le village (fictif) de La Ribera qui pourrait être n'importe lequel de la comarque, faisaient partie d'une société qui entretenait des liens de conversation, des relations personnelles étroites, des coutumes et des rites collectifs, d'une grande familiarité de tous, des relations de voisinage, qui disparaît peu à peu. Aujourd'hui, les idéaux humanistes sont en crise et vivent dans un monde conditionné par des objets comme les voitures, la télévision, le changement qui s'est produit dans l'utilisation du temps de loisir, dans l'accès à l'information, etc. En ville comme à la campagne, on vit au milieu d'inconnus. Tout ce monde en voie de disparition se reflète dans un réseau de personnages reliés entre eux par un lien commun, Miquel Bisquert.
La ville, au premier abord, pour le nouveau venu issu d’une société beaucoup plus fermée et oppressive, comme peut l'être le village, apparaît comme le nord libérateur, comme l’opportunité de trouver tout ce que le monde rural ne pouvait lui offrir. Or Miquel Bisquert, bien que se sentant libéré dans la ville, est critique envers la réalité qui l’entoure. Pour lui, Valence s’exprime avec une politique qui n’unifie ni ne représente tous les Valenciens ; une ville qui rejette sa propre culture, authentique et particulière, au profit d'une image plus cosmopolite et espagnole, en accord avec les exigences du monde actuel.
Malli, l'une des protagonistes de Ribera, participe di monde marginal et misérable des drogues urbaines, et se sent à l'aise dans cet environnement :
« Vivíem de l'estiró, però sobretot de la droga: talego, coca, jaco, mescalina, tripis, amfetes, qualsevol color que rodara pel mercat. »
« Nous vivions du vol à la tire, mais surtout de la drogue : talego, coke, héro, mescaline, tripi, amphètes, n'importe quelle couleur trouvable sur le marché. »
— Lozano 1992, p. 160

## El mut de la campana(2003)
Dans El mut dela campana (2003), « la Valence baroque du XVIIe siècle sert de cadre à une histoire d'amour et de passion impossible entre un frère religieux et une actrice comique ». Le protagoniste Bernat Crestalbo se retrouve encadré par une époque, le baroque, qui le détermine complètement. Josep Lozano s'efforce de recréer fidèlement la Valence du XVIIe siècle et centre l'action spécifiquement sur les années 1610 et 1660, une époque d'exubérance et d'excès, où l'Église émerge énergiquement comme l'un des principaux pouvoirs, en particulier après sa rénovation avec la célébration du Concile de Trente (1545-1563). Une rénovation qui débouche à l’avènement d’une Contre-Réforme tenace, rivalisant avec les nouvelles formes de religiosité et de science émergeantes. Une religiosité baroque qui « était exaltée, irréfléchie et absorbante, et le peuple participait très activement aux dissensions de querelles entre le clergé, ». Josep Lozano présente une société corsetée par une morale absorbante et une société conduite au délire sous le regard vigilant de l'Inquisition, qui assiste à de nombreuses processions, comme celle de Saint Simon ou celle du Corpus Christi, qui prennent de l'importance au milieu du chaos de la peste.
La conduite exacerbée est générale dans la société. Toutes les ordres sociaux agissent d’une manière ou d’une autre conditionnés par l’exaltation et le ravissement propres du monde baroque. Le caractère absolu et hermétique qu'exerce le pouvoir religieux provoque des actions hors de propos. Lozano peint une société moraliste et intransigeante qui punit brutalement les boucs émissaires qu'elle désigne. La place de la Cathédrale est l'espace choisi par le peuple pour mettre en scène la cruauté, :
« ¡Aquest, com a banyut consentit, cal emplomar-lo! És el càstig que es mereix! [...] Ja que no està ací la puta de la teua dona per a assotar-te, com mana el costum amb els cabrons consentits, jo et vergaré, infeliç. ¡Que no vals ni els budells d'un gos! »
« Peuple de Valence, celui-ci, tel un cocu consentant, doit être empalé ! » C'est la punition qu'il mérite ! [...] Puisque ta putain de femme n'est pas là pour te fouetter, comme c'est la coutume avec les salauds gâtés, je te baise, misérable. Tu ne vaux même pas les intestins d'un chien ! »
Une ville de l’intolérance qui cohabite avec celle de l’agitation festive. Les personnages d'El Mut de la campana profitent de toute célébration religieuse pour sortir dans la rue et s'évader de la pénurie qui ravage la ville. Après la messe du Coq (es), les fidèles sortent pour célébrer Noël dans une ambiance festive,. Pour célébrer Carnestoltes (ca), Lozano dépeint une ville festive où les frontières sociales ont disparu. La rue perd ses limites alors que l’ambiance de fête envahit toute la ville et les individus sans distinction sociale ou hiérarchique.

## Œuvre

### Roman
- Crim de Germania (1980)
- Ofidi (1990)[47]
- Ribera (1991)[47]
- El mut de la campana (2003)[47]
- La fràgil memòria (2024)

### Nouvelles et contes
- El dia de la sang (1980)
- Després de les tenebres i altres narracions (2013)

- El cavallet de cartró (1982)[47]
- Històries marginals (1982)
- Laodamia i altres contes (1986)[47]

### Poésie
- Poemes home-terra (1971).
- Cendra, Som i Dolça de sal.
- L'Albufera. Palus Naccararum (2014)

## Récompenses
- 1979 - Premi Andròmina de narrativa pour Crim de Germania[48]
- 1980 - Ciutat de Xàtiva pour El dia de la sang
- 1980 - Premi de la crítica del País Valencià pour Crim de Germania[48]
- 1981 - Premi Crítica Serra d'Or de novel·la pour Crim de Germania[48]
- 1983 - Premi Xúquer de Narrativa pour Laodamia i altres contes[47]
- 1984 - Premi Tirant lo Blanc per pour Cavallet de Cartró.
- 1990 - Premi Prudenci Bertrana de novel·la pour Ofidi[47]
- 1990 - Premi de Novel·la Ciutat d'Alzira pour Ribera[47]

#### Œuvres de Josep Lozano
- (ca) Josep Lozano, Crim de Germania, Valence, Editorial Tres i Quatre, 2000
- (ca) Josep Lozano, El Mut de la Campana, Alzira, Bromera, 2003